# Marco Carraro
Marco Carraro, né le 9 janvier 1998 à Dolo, est un footballeur italien  qui évolue au poste de milieu défensif à la SPAL. 

## Carrière

### En club
Formé dans le club de Padoue, il rejoint par la suite le centre de formation de l'Inter Milan, fréquentant notamment l'équipe Primavera puis découvrant le niveau professionnel avec le Pescara en prêt.
Il est par la suite transféré à l'Atalanta pour 5 millions d'euros, l'Inter gardant toutefois un droit d'achat à 10 millions d'euros.
Il est ensuite prêté dans plusieurs clubs de serie B, notamment pour un an et demi au Perugia de Nesta.

### En sélection
Passé par plusieurs catégories de jeunes avec l'Italie, il devient international espoir le 6 septembre 2019 lors d'un match amical contre la Moldavie.

## Style de jeu
Doté d'un bon jeu de tête et d'une lecture défensive remarquable, milieu défensif plus intellectuel que dynamique, son profil est notamment comparé à celui de Thiago Motta, dans le registre du meneur de jeu défensif.

## Palmarès
| Inter Milan - Championnat d'Italie Primavera - Champion en 2016-2017 |